# Comté de Tyler (Virginie-Occidentale)
Pour les articles homonymes, voir Comté de Tyler.
Le comté de Tyler est un comté des États-Unis situé dans l’État de Virginie-Occidentale. En 2000, la population était de 9 592 habitants. Son siège est Middlebourne. Le comté doit son nom à l'homme politique John Tyler Sr., père de John Tyler, dixième président des États-Unis.

## Principales villes
- Akron
- Friendly
- Middlebourne
- Paden City
- Shiloh
- Sistersville